# Louwman Museum
Louwman Museum, eller Nationaal Automobiel Museum, är ett bilmuseum beläget i staden Haag i Nederländerna.

## Historik
Museet innehåller en av världens äldsta privata samlingar. Den påbörjades 1934 av den dåvarande Dodge-importören Pieter Louwman. Samlingen ägs idag av sonen Evert Louwman, nederländsk generalagent för Chrysler, Toyota, Lexus och Suzuki.
Utställningen omfattar runt 300 bilar. Här finns bland annat världens största samling bilar byggda före 1910, huvuddelen av de återstående bilar som byggdes av det ursprungliga Spyker samt en mängd lyx- och sportbilar.
Museet låg ursprungligen i Leidschendam-Voorburg, därefter flyttades det till Raamsdonksveer. Den 3 juli 2010 invigdes den nuvarande museibyggnaden i Haag, ritad av den amerikanske arkitekten Michael Graves.

## Galleri

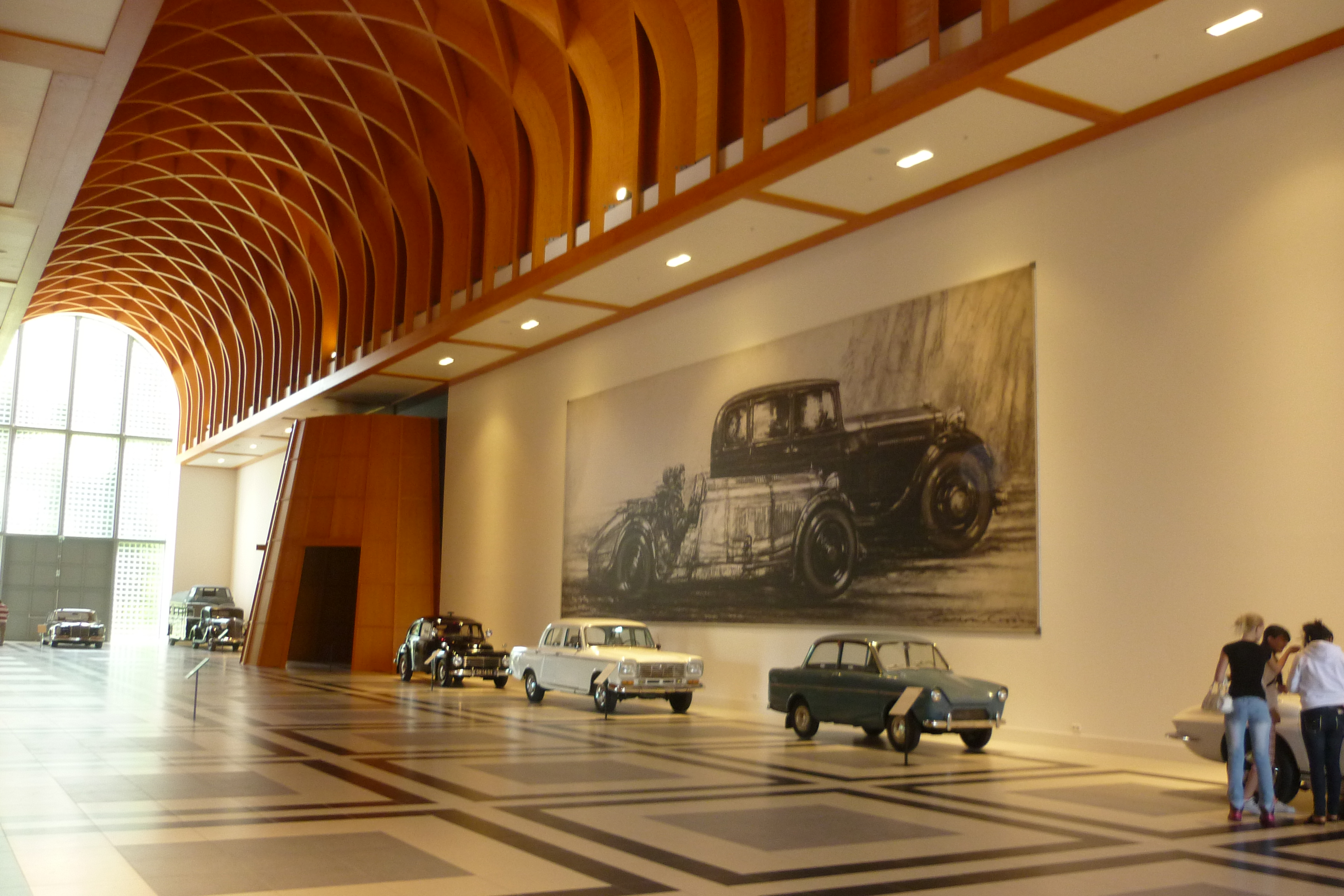
Entré
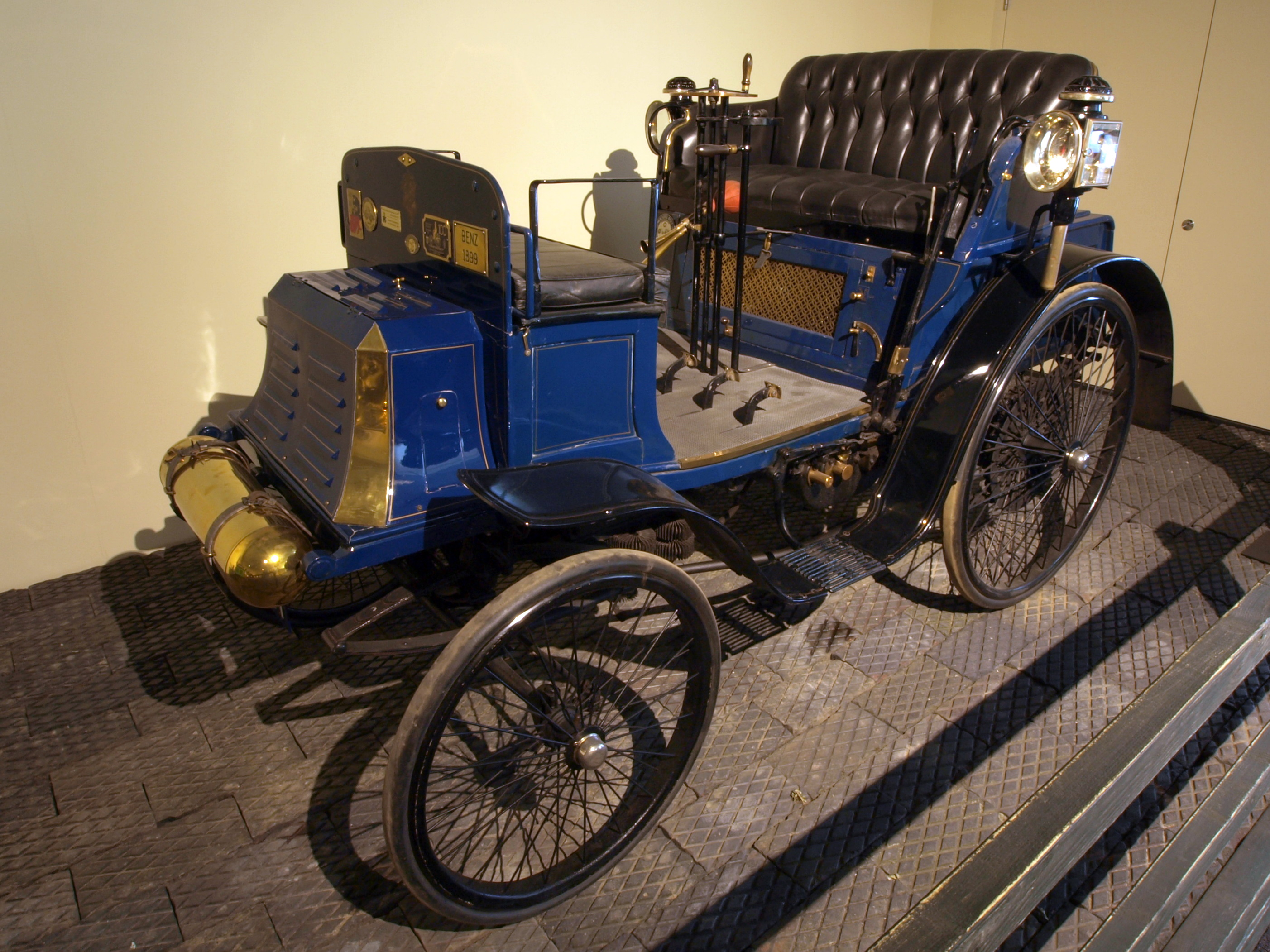
Benz Ideal 1899
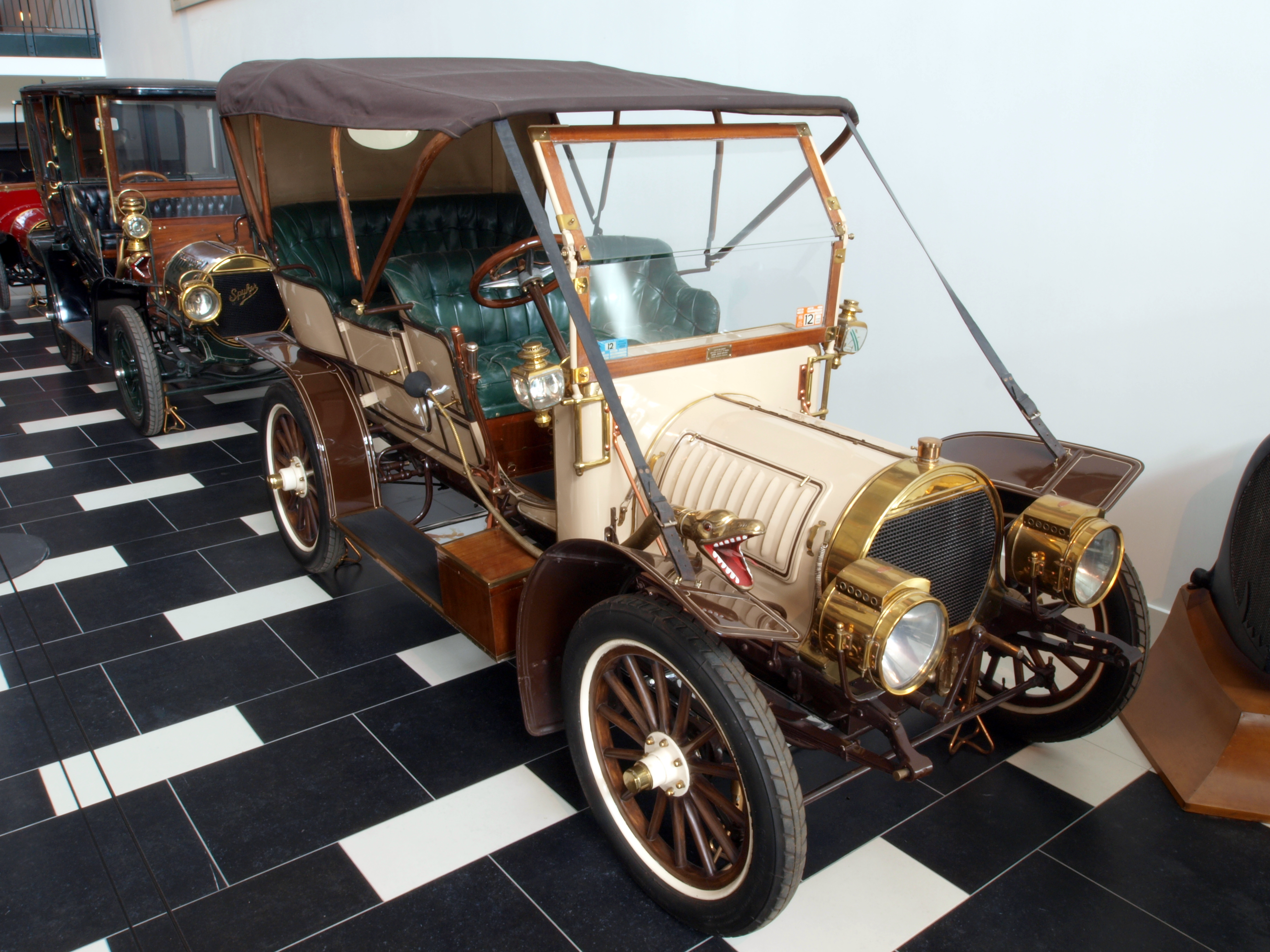
Spyker 15/22 hp 1907
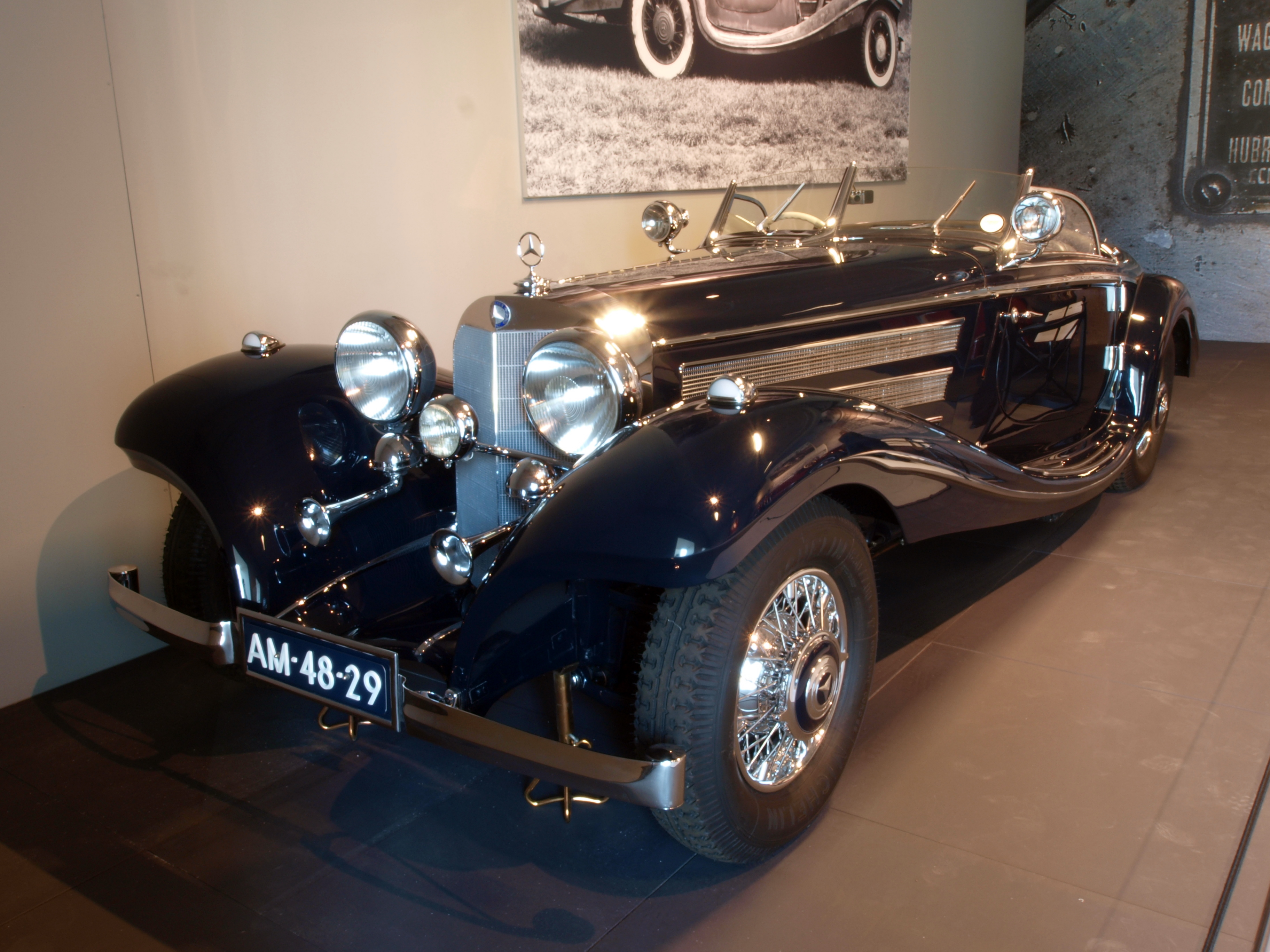
Mercedes-Benz 500 K 1936
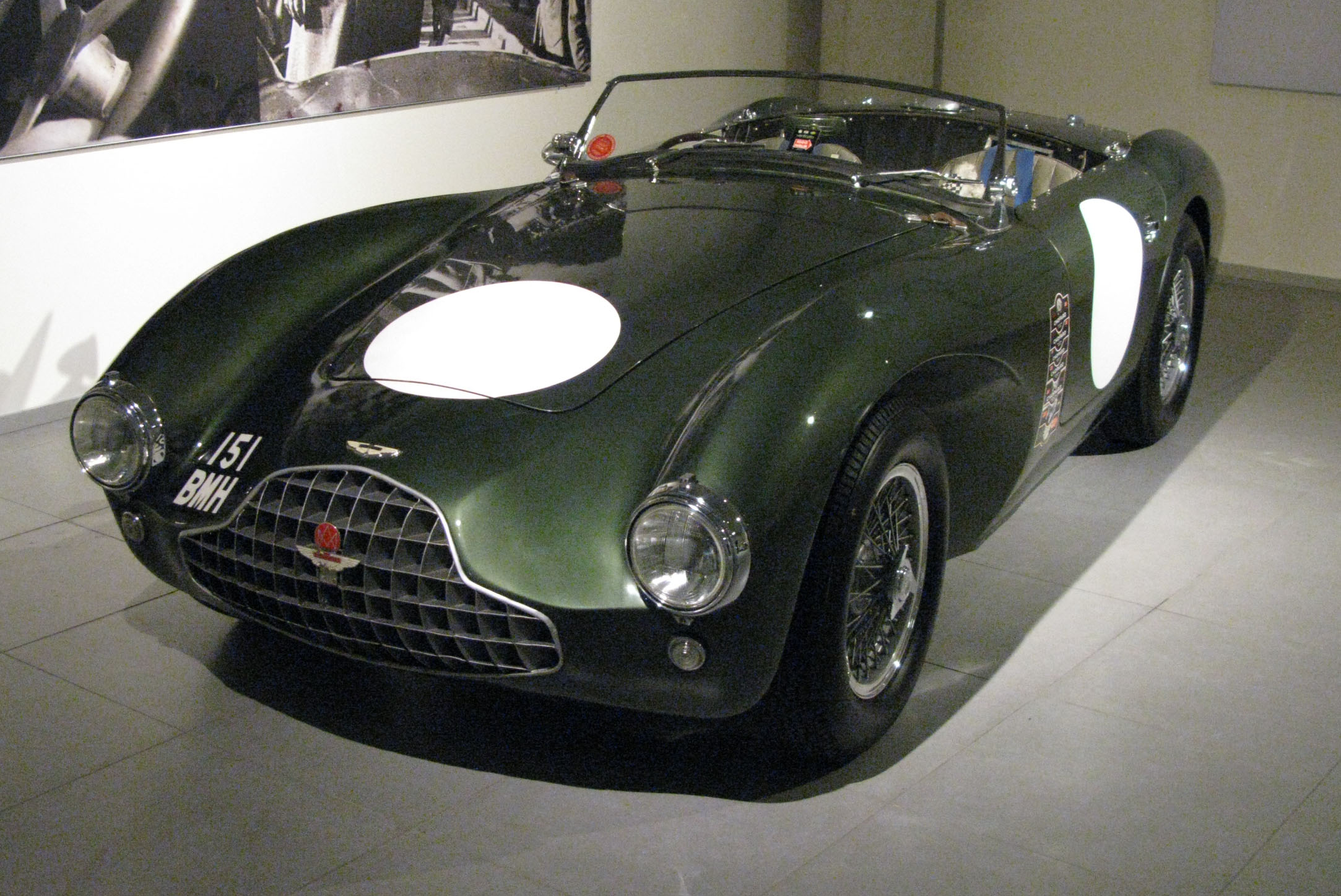
Aston Martin DB3 1952